# Головин, Владислав Николаевич
Владислав Николаевич Головин (род. 20 мая 1997, Киров), известный также по позывному «Струна» — российский военнослужащий, морской пехотинец 810-й отдельной гвардейской бригады морской пехоты Черноморского флота ВМФ России. Участник вторжения России на Украину. Герой Российской Федерации (2022). Участник программы Время героев, с 24 декабря 2024 начальник Главного штаба Движения «Юнармия».

## Биография
Родился 20 мая 1997 года в городе Кирове. Будучи подростком, активно занимался во времена учёбы плаванием, стрельбой, смешанными единоборствами. В 2015 году окончил лицей информационных технологий № 28 города Кирова, после чего стал курсантом Рязанского высшего воздушно-десантного командного училища имени генерала армии В. Ф. Маргелова. В 2020 году окончил военное училище.
Фамилия и имя бойца некоторое время были неизвестны. Как рассказывал сам военный, позывной «Струна» достался ему в некотором роде по наследству, от предшественника: «Штабной, ротный позывной перешёл уже позже ко мне вследствие некоторых действий, с ним начинал и продолжал уже вести боевые действия спецоперации в самом Мариуполе. И в дальнейшем уже, с перемещением на какой-либо фронт, он всегда остаётся со мной».
Из записей российских блогеров радио «Свобода» сделала вывод, что командиру с позывным «Струна» 24 года, он командир взвода разведывательной роты 382-го отдельного батальона 810-й бригады морской пехоты, дислоцированной в Темрюке.
«Струна» впервые был показан на видео в конце марта 2022 года телеграммистом телеканала RT Андреем Филатовым, позиционирующим себя как военный корреспондент. Первое видео было снято в конце марта. Филатов рассказал, что с командиром взвода подружился всего за три дня. Позже он не раз признавался, что «Струна» оказался единственным солдатом 810-й бригады, допустившим его съёмки. Боец стал героем многочисленных репортажей военных корреспондентов, они отметили его опознавательный знак — красный рюкзак..
В конце весны «Струна» уже исчез с видео российских Telegram-каналов. Вскоре выяснилось, что морпех подорвался на мине либо в конце мая, либо в начале июня. По состоянию на середину июня Филатов скрывал информацию о ранениях «Струны». Российский блогер Руслан Осташко писал, что командиру ампутировали ступню, а позже выяснилось, что половину ноги.
21 октября 2022 года президент России Владимир Путин присвоил Головину звание Героя России. Указ о награждении не был опубликован. Награду солдата подтвердил российским СМИ пресс-секретарь президента России Дмитрий Песков.
Глава Севастополя Михаил Развожаев назвал «Струну» «легендой». Российский Telegram-канал «Военная хроника» опубликовал интервью с позывным «Струна», где морпеха назвали «ставшим знаменитым на весь мир». Российская певица Юта записала песню о морпехе.
24 декабря 2024 года избран начальником центрального штаба движения «Юнармия». Назначен заместителем председателя движения Первых.

## Звания и награды
- Герой Российской Федерации (Указом Президента Российской Федерации («закрытым») от 20 сентября 2022 за мужество и героизм, проявленные при исполнении воинского долга, гвардии старшему лейтенанту Головину Владиславу Николаевичу присвоено звание Героя Российской Федерации с вручением знака особого отличия — медали «Золотая Звезда»)[1].